# Echinophrictis triphracta
Echinophrictis triphracta är en fjärilsart som beskrevs av Edward Meyrick 1922. Echinophrictis triphracta ingår i släktet Echinophrictis och familjen signalmalar. Inga underarter finns listade i Catalogue of Life.